# Fusell Spencer
El fusell Spencer era un fusell de palanca amb armat manual, alimentat amb cartutxos des d'un dipòsit tubular. Va ser adoptat per l'Exèrcit de la Unió, especialment per la Cavalleria, durant la Guerra de Secessió, encara que no va reemplaçar als fusells d'avantcàrrega estàndard empleats per aquell temps. La carabina Spencer era una versió més curta i lleugera.

## Descripció
El seu disseny va ser acabat per Christopher Spencer en 1860, sent un fusell de palanca alimentat des d'un dipòsit tubular i que emprava el cartutx de percussió anular .56-56 Spencer. Al contrari de les posteriors designacions de cartutxos, el primer nombre indicava el diàmetre del beina després de la pestanya, mentre que el segon nombre indicava el diàmetre de la boca; la bala tenia un diàmetre de 13,2 mm (0.52 polzades). Els cartutxos tenien una càrrega propulsora de 2,9 g (45 grans) de pólvora negra.

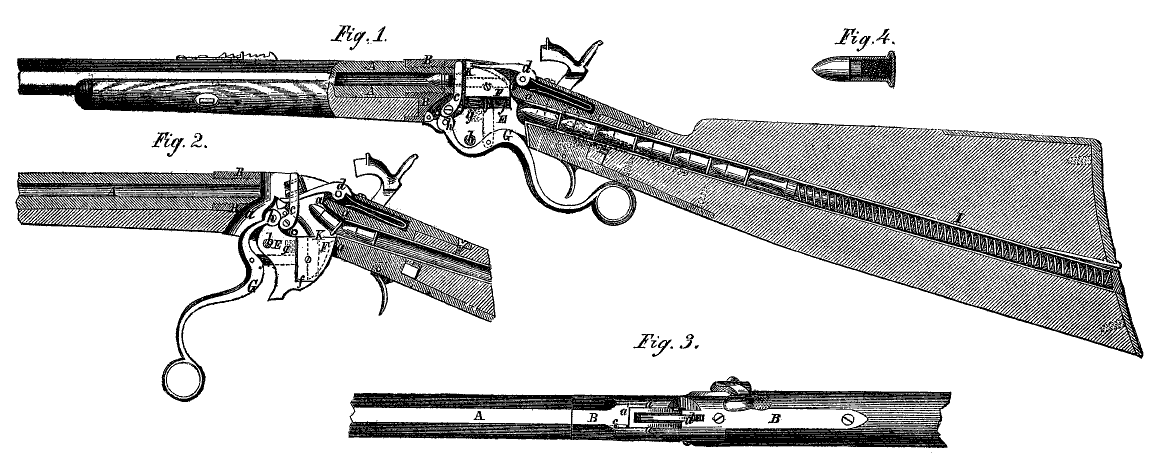
Diagrama del fusell Spencer, que mostra el dipòsit tubular dins de la culata.

Per usar el Spencer, deu accionar-se la seva palanca per extreure el beina buit de la recambra i introduir un nou cartutx des del dipòsit. Igual que en el Springfield Model 1873, el martell havia d'armar-se manualment per separat. L'arma emprava cartutxos de percussió anul·lar amb beines de coure, basats en la patent de Smith & Wesson de 1854. Aquests anaven emmagatzemats en un dipòsit tubular amb capacitat per 7 cartutxos. Un ressort dins del dipòsit permetia disparar els cartutxos un darrere l'altre. Una vegada buit, el dipòsit podia ser ràpidament omplert tant amb cartutxos individuals, o des d'un aparell anomenat Caixa de Cartutxos Blakeslee, que contenia fins a 13 (també 6 i 10) tubs amb 7 cartutxos cadascun, que podien buidar-se en el dipòsit tubular situat dins de la culata.
Es van crear versions del cartutx original tals com el .56-52, el .56-50 i fins i tot uns quants .56-46, que eren versions escurçades del .56-56. La longitud del cartutx estava limitada a uns 44,45 mm (1.75 polzades) per la grandària de l'acció, mentre que els cartutxos posteriors empraven una bala de menor calibre i més lleugera amb una major càrrega propulsora per augmentar el poder i l'abast respecte al cartutx original .56-56, que encara sento tan potent com el fusell d'avantcàrrega de 14,7 mm de l'època, tenia poca potència per als estàndards d'altres primigenis cartutxos tals com el .50-70 Government i el .45-70.

## Història
A l'inici, el conservadorisme del Departament de Guerra va demorar la seva introducció en servei. No obstant això, Christopher Spencer va ser capaç d'obtenir una audiència amb el President Abraham Lincoln, que la seva vegada ho va convidar a un concurs de tir i demostració de la seva arma. Lincoln va quedar impressionat amb l'arma, i va ordenar l'inici de la seva producció.
El fusell Spencer va ser adoptat primer per l'Armada dels Estats Units, sent al seu torn adoptat per l'Exèrcit dels Estats Units i empleat durant la Guerra de Secessió, on va ser una arma popular. Els Estats Confederats d'Amèrica ocasionalment capturaven alguns d'aquests fusells i la seva munició, però, com no podien fabricar els cartutxos a causa de l'escassetat de coure, la seva capacitat de prendre avantatge dels fusells va ser limitada. Entre les notables batalles on va ser empleat per primera vegada figuren la Batalla de Hoover's Gap (on la "Brigada Llampec" del Coronel John T. Wilder va demostrar el poder de foc dels fusells de repetició) i la Campanya de Gettysburg, on els dos regiments de la Brigada de Michigan (al comandament del Brigadier general George Armstrong Custer) els emplearon en la Batalla de Hanover i en el Quadre de Cavalleria de l'est. Mentre la guerra progressava, els Spencer van ser empleats per diversos regiments de Cavalleria i Infanteria Muntada de la Unió, oferint-li a l'Exèrcit de la Unió una potència de foc addicional enfront dels seus contrapartes de l'Exèrcit dels Estats Confederats. John Wilkes Booth, l'assassí del President Lincoln, estava armat amb una carabina Spencer al moment de la seva captura i mort.

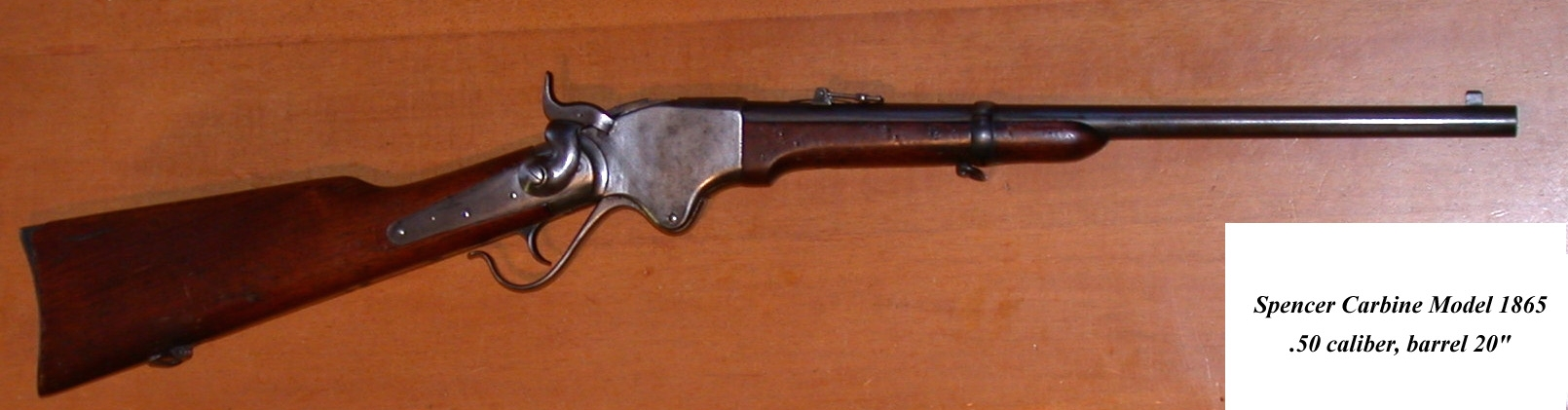
Carabina Spencer 1865, de 12,7 mm (.50).

El Spencer va demostrar ser molt fiable en condicions de combat, amb una cadència sostinguda de més de 20 trets per minut. Comparat amb els fusells d'avantcàrrega estàndard, amb una cadència de 2-3 trets per minut, això representava un significatiu avantatge tàctic. No obstant això, encara no s'havien desenvolupat tàctiques efectives per prendre avantatge de l'alta cadència de tret. Igualment, la cadena de subministrament no estava equipada per transportar la munició addicional. Els seus detractors també es queixaven que la quantitat de fum generat era tal, que dificultava la visió de l'enemic.
Una dels avantatges del Spencer era que la seva munició resistia a l'aigua i era dura, podent resistir el constant desgasti estant emmagatzemada per llarg temps, com en la Incursió de Wilson. La història explica que cada cartutx Sharps de paper i lli transportat en els carros de subministrament era totalment inútil després d'estar emmagatzemat molt de temps. El cartutx Spencer no tenia aquest problema.
A finalitats de la dècada de 1860, la companyia Spencer va ser venuda a la Fogerty Rifle Company i finalment a la Winchester. Diverses carabinas Spencer van anar posteriorment venudes com a material sobrant a França, on van ser empleades en la Guerra francoprussiana en 1870.
Encara que la companyia Spencer es va dissoldre en 1869, la munició va ser fabricada als Estats Units fins a la dècada de 1920. Posteriorment, diversos fusells i carabinas van ser modificats per emplear cartutxos de percussió central, podent disparar el cartutx .50-70 amb beina de llautó. Encara pot obtenir-se munició de sèrie al mercat especialitzat.

## Usuaris
- Estats Units
  - Exèrcit dels Estats Units
  - Armada dels Estats Units
- Estats Confederats
- França
- Imperi del Brasil
- Imperi del Japó